# São José do Mantimento
São José do Mantimento est une municipalité brésilienne de l'État du Minas Gerais et la microrégion de Manhuaçu.